# ناکوو ناد نوتچو
ناکوو ناد نوتچو (به لاتین: Nakło nad Notecią، تلفظ: [ˈnakwɔ ˌnad nɔˈtɛt͡ɕɔ̃]) یک شهرک در لهستان است که در شهرستان ناکوو واقع شده‌است.

## خصوصیات
ناکوو ناد نوتچو ۱۰٫۶۲ کیلومترمربع مساحت و ۱۹٬۴۰۹ نفر جمعیت دارد.